# Hohenlinden
Hohenlinden (també coneguda com a Linden o Healin) és una població de Baviera, Alemanya, al districte d'Ebersberg. Es troba a uns 35 km a l'est de Múnic.
Hohenlinden va pertànyer a l'Electorat de Baviera i era part de l'estat senyorial de Hofmark Ebersberg de l'Orde de Malta, fins a 1808. Hi va tenir lloc la batalla de Hohenlinden el 3 de desembre de 1800.

## Demografia

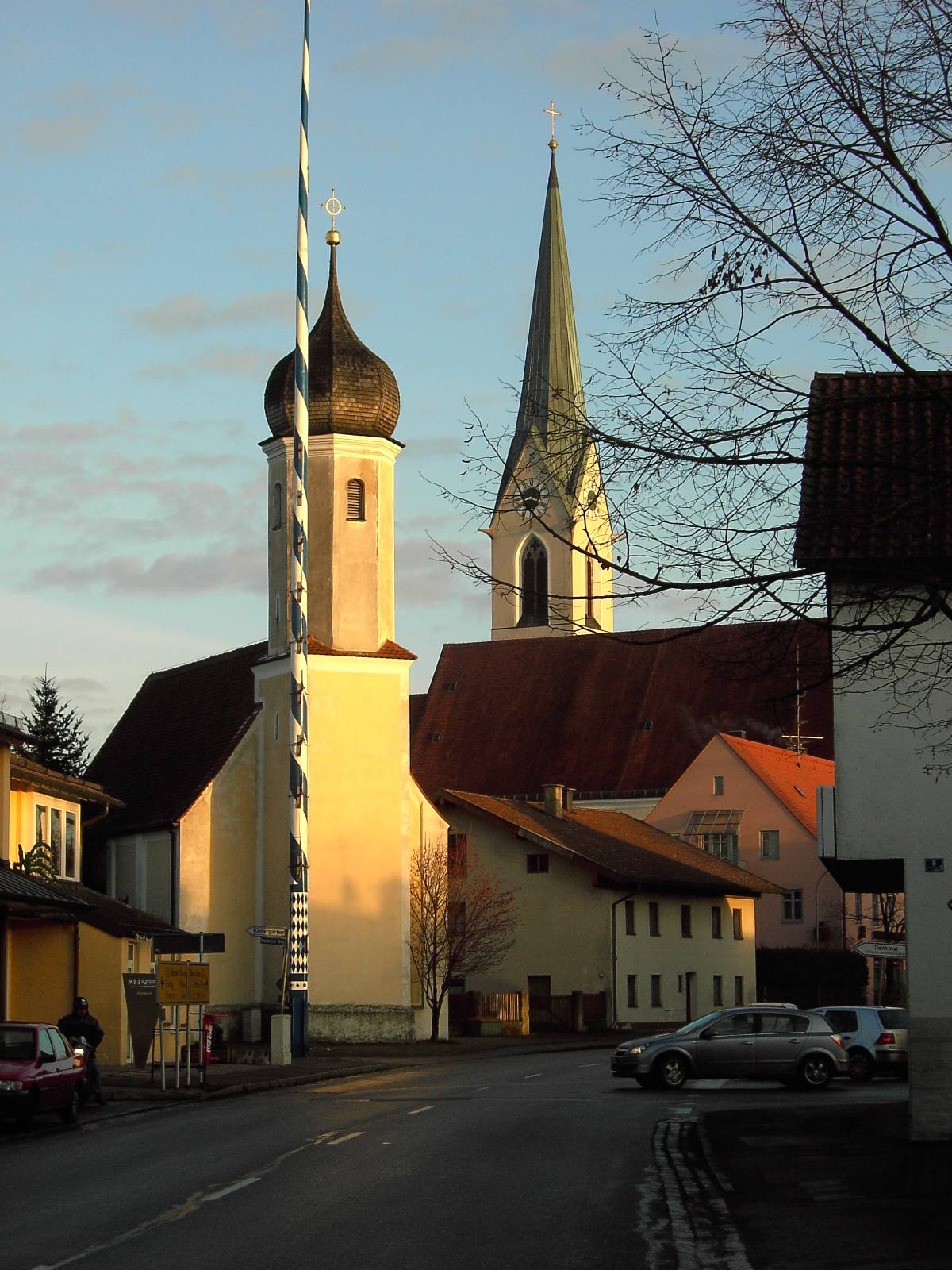
Vista del carrer principal

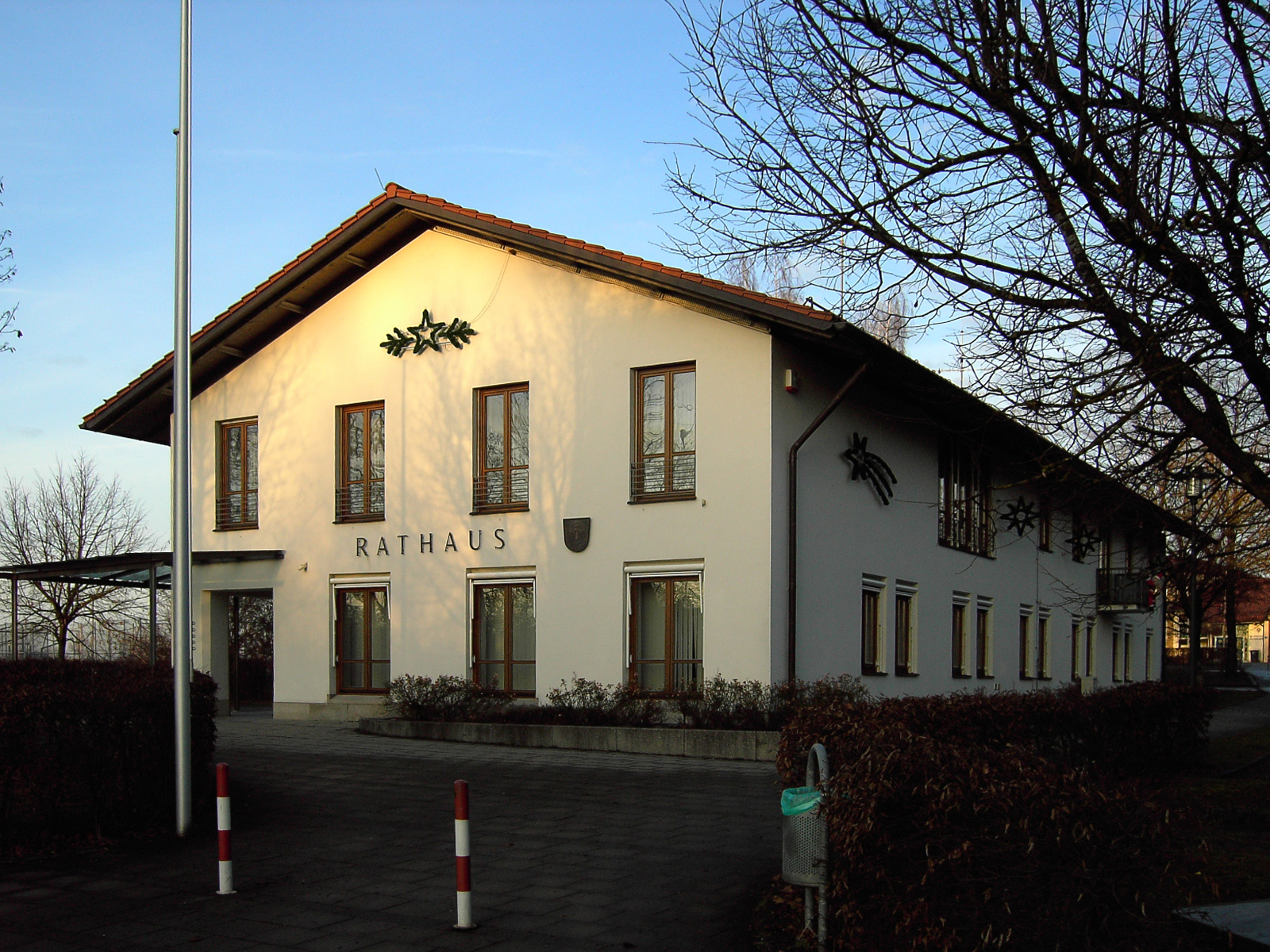
Ajuntament de Hohenlinden

| Any  | Habitants |
| ---- | --------- |
| 1970 | 1.854     |
| 1987 | 2.149     |
| 2000 | 2.616     |
| 2005 | 2.758     |
| 2006 | 2.964     |